# Doncourt-lès-Conflans
Pour les articles homonymes, voir Doncourt.
Doncourt-lès-Conflans est une commune française située dans le département de Meurthe-et-Moselle en région Grand Est.

## Géographie

### Localisation
Doncourt-lès-Conflans est un bourg lorrain situé à 18 km à vol d'oiseau à l'ouest de Metz et 40 km à l'est de Verdun.
La commune se trouve dans l'aire d'attraction de Metz ainsi que dans sa zone d'emploi, et dans le bassin de vie de Jarny.

### Communes limitrophes
Les communes limitrophes sont  Bruville, Giraumont, Jarny, Jouaville et Saint-Marcel.
| Giraumont |                       | Jouaville    |
| Jarny     | Doncourt-lès-Conflans |              |
|           | Bruville              | Saint-Marcel |

### Géologie et relief
La superficie de la commune est de 7,34 km2 ; son altitude varie de 202  à   282 mètres.

### Hydrographie

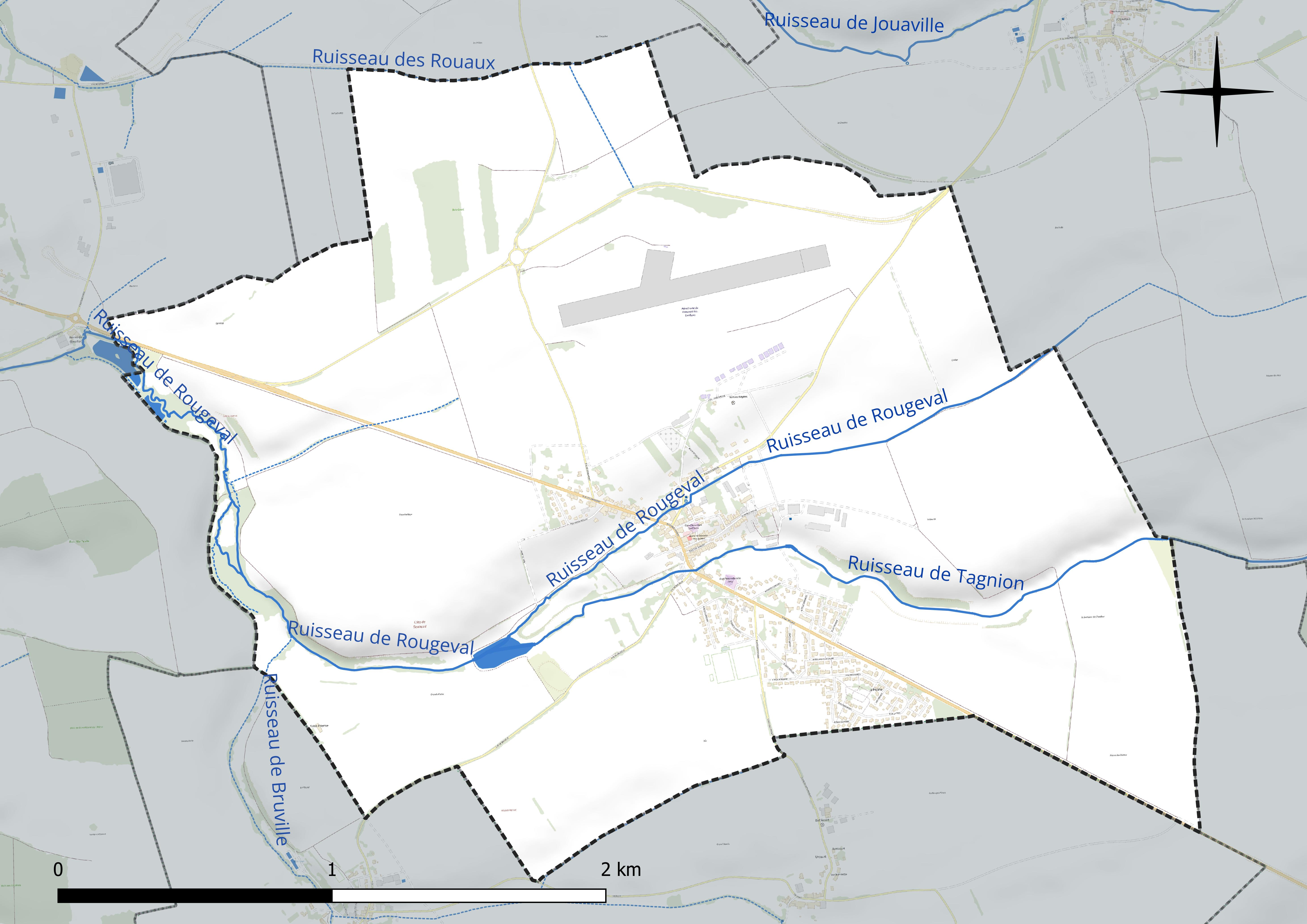
Réseau hydrographique de Doncourt-lès-Conflans.

La commune est dans le bassin versant du Rhin au sein du bassin Rhin-Meuse. Elle est drainée par le ruisseau de Bruville, le ruisseau de Tagnion, le ruisseau des Rouaux et le ruisseau le Rougeval,.
Le territoire communal est couvert par le schéma d'aménagement et de gestion des eaux (SAGE) « Bassin ferrifère ». Ce document de planification concerne le périmètre des anciennes galeries des mines de fer, des aquifères et des bassins versants hydrographiques associés qui s’étend sur 2 418 km2. Les bassins versants concernés sont celui de la Chiers en amont de la confluence avec l'Othain, et ses affluents (la Crusnes, la Pienne, l'Othain), celui de l'Orne et ses affluents et celui de la Fensch, le Veymerange, la Kiesel et les parties françaises du bassin versant de l'Alzette et de ses affluents (Kaylbach, ruisseau de Volmerange). Il a été approuvé le 27 mars 2015. La structure porteuse de l'élaboration et de la mise en œuvre est la région Grand Est.
La qualité des cours d’eau peut être consultée sur un site dédié géré par les agences de l’eau et l’Agence française pour la biodiversité.

### Climat
Pour des articles plus généraux, voir Climat du Grand Est et Climat de Meurthe-et-Moselle.
En 2010, le climat de la commune est de type climat des marges montargnardes, selon une étude du Centre national de la recherche scientifique s'appuyant sur une série de données couvrant la période 1971-2000. En 2020, Météo-France publie une typologie des climats de la France métropolitaine dans laquelle la commune est exposée à un climat semi-continental et est dans la région climatique Lorraine, plateau de Langres, Morvan, caractérisée par un hiver rude (1,5 °C), des vents modérés et des brouillards fréquents en automne et hiver.
Pour la période 1971-2000, la température annuelle moyenne est de 9,5 °C, avec une amplitude thermique annuelle de 16,7 °C. Le cumul annuel moyen de précipitations est de 805 mm, avec 12,7 jours de précipitations en janvier et 9,2 jours en juillet. Pour la période 1991-2020, la température moyenne annuelle observée sur la station météorologique installée sur la commune est de 10,7 °C et le cumul annuel moyen de précipitations est de 710,3 mm. 
La température maximale relevée sur cette station est de 40,9 °C, atteinte le 25 juillet 2019 ; la température minimale est de −16,5 °C, atteinte le 26 décembre 2010,,.
| Mois                                  | jan.           | fév.          | mars           | avril         | mai           | juin          | jui.          | août          | sep.          | oct.          | nov.          | déc.           | année      |
| ------------------------------------- | -------------- | ------------- | -------------- | ------------- | ------------- | ------------- | ------------- | ------------- | ------------- | ------------- | ------------- | -------------- | ---------- |
| Température minimale moyenne (°C)     | −0,3           | −0,2          | 1,4            | 3,8           | 7,5           | 10,7          | 12,6          | 12,4          | 9,2           | 6,9           | 3,5           | 0,7            | 5,7        |
| Température moyenne (°C)              | 2,5            | 3,3           | 6,4            | 10,3          | 13,7          | 17,2          | 19,3          | 18,7          | 15,4          | 11,3          | 6,5           | 3,4            | 10,7       |
| Température maximale moyenne (°C)     | 5,2            | 6,8           | 11,4           | 16,8          | 19,9          | 23,8          | 26,1          | 24,9          | 21,5          | 15,7          | 9,6           | 6              | 15,6       |
| Record de froid (°C) date du record   | −14,7 07.01.09 | −16 12.02.12  | −10,7 15.03.13 | −6,9 14.04.19 | −3,4 05.05.19 | 1,1 12.06.05  | 2,3 31.07.15  | 3,1 10.08.16  | −1,3 20.09.12 | −6,1 29.10.12 | −9,3 30.11.20 | −16,5 26.12.10 | −16,5 2010 |
| Record de chaleur (°C) date du record | 14,7 01.01.22  | 21,5 27.02.19 | 26 31.03.21    | 28,8 21.04.18 | 33,3 29.05.17 | 36,7 19.06.22 | 40,9 25.07.19 | 39,1 04.08.22 | 36,2 16.09.20 | 27,9 13.10.23 | 21,6 02.11.20 | 16,1 31.12.22  | 40,9 2019  |
| Précipitations (mm)                   | 56,7           | 53,2          | 55,1           | 38,8          | 72,1          | 65,6          | 60,3          | 67            | 54,2          | 58,9          | 57,7          | 70,7           | 710,3      |

| Diagramme climatique                                  |             |             |             |             |              |              |            |             |             |            |          |
| J                                                     | F           | M           | A           | M           | J            | J            | A          | S           | O           | N          | D        |
| 5,2−0,356,7                                           | 6,8−0,253,2 | 11,41,455,1 | 16,83,838,8 | 19,97,572,1 | 23,810,765,6 | 26,112,660,3 | 24,912,467 | 21,59,254,2 | 15,76,958,9 | 9,63,557,7 | 60,770,7 |
| Moyennes : • Temp. maxi et mini °C • Précipitation mm |             |             |             |             |              |              |            |             |             |            |          |

Les paramètres climatiques de la commune ont été estimés pour le milieu du siècle (2041-2070) selon différents scénarios d'émission de gaz à effet de serre à partir des nouvelles projections climatiques de référence DRIAS-2020. Ils sont consultables sur un site dédié publié par Météo-France en novembre 2022.

## Urbanisme

### Typologie
Au 1er janvier 2024, Doncourt-lès-Conflans est catégorisée bourg rural, selon la nouvelle grille communale de densité à sept niveaux définie par l'Insee en 2022.
Elle est située hors unité urbaine. Par ailleurs la commune fait partie de l'aire d'attraction de Metz, dont elle est une commune de la couronne,. Cette aire, qui regroupe 245 communes, est catégorisée dans les aires de 200 000 à moins de 700 000 habitants,.

### Occupation des sols

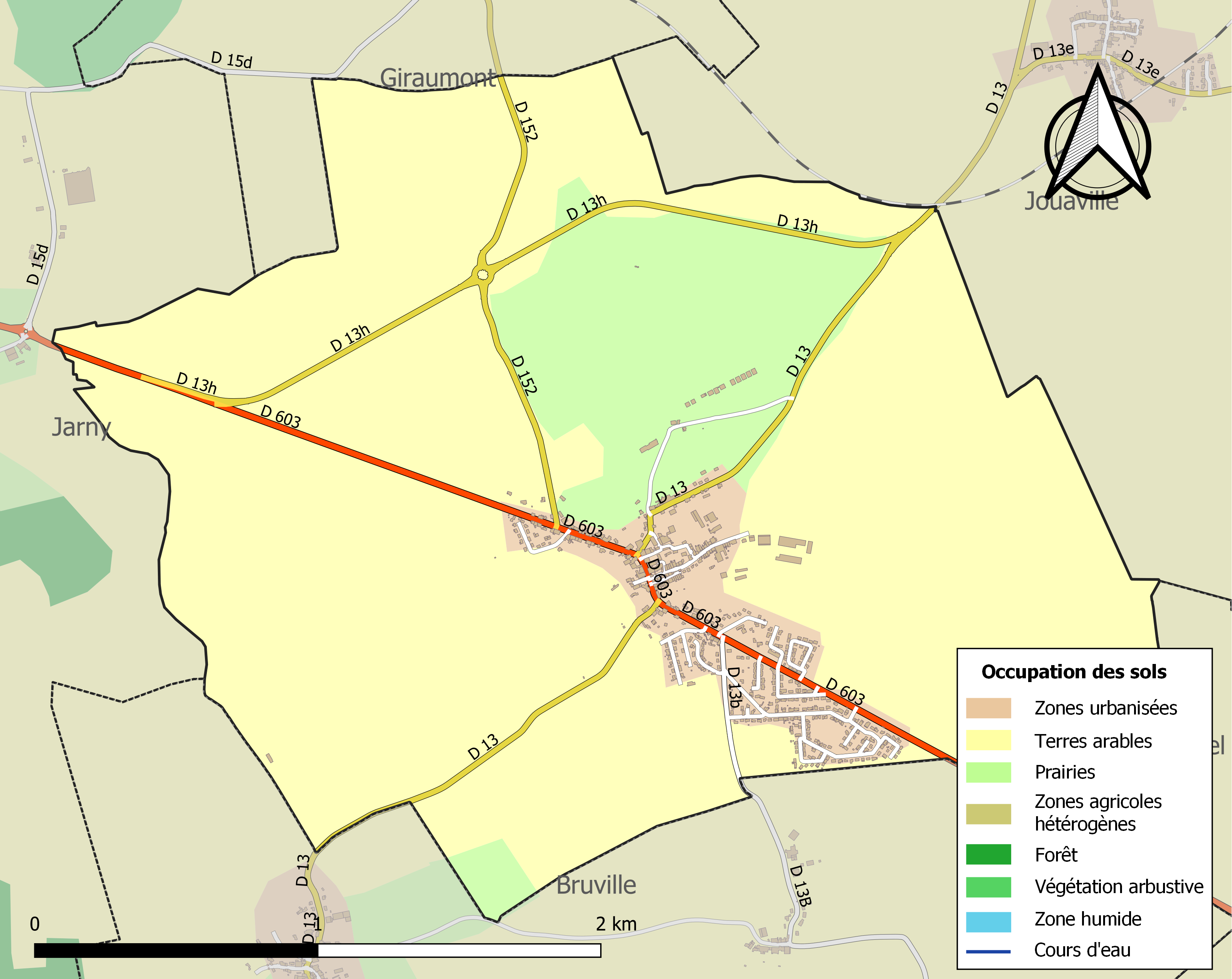
Carte des infrastructures et de l'occupation des sols de la commune en 2018 (CLC).

L'occupation des sols de la commune, telle qu'elle ressort de la base de données européenne d’occupation biophysique des sols Corine Land Cover (CLC), est marquée par l'importance des territoires agricoles (93,4 % en 2018), en diminution par rapport à 1990 (94,6 %).
La répartition détaillée en 2018 est la suivante : terres arables (79,1 %), prairies (14,3 %), zones urbanisées (6,6 %).
L'évolution de l’occupation des sols de la commune et de ses infrastructures peut être observée sur les différentes représentations cartographiques du territoire : la carte de Cassini (XVIIIe siècle), la carte d'état-major (1820-1866) et les cartes ou photos aériennes de l'IGN pour la période actuelle (1950 à aujourd'hui).

### Habitat et logement
En 2021, le nombre total de logements dans la commune était de 502, alors qu'il était de 492 en 2016 et de 446 en 2011.
Parmi ces logements, 93,8 % étaient des résidences principales, 0,8 % des résidences secondaires et 5,4 % des logements vacants. Ces logements étaient pour 85,2 % d'entre eux des maisons individuelles et pour 14,8 % des appartements.
Le tableau ci-dessous présente la typologie des logements à Doncourt-lès-Conflans en 2021 en comparaison avec celle de Meurthe-et-Moselle et de la France entière. Une caractéristique marquante du parc de logements est ainsi la faible proportion des résidences secondaires et logements occasionnels (0,8 %) par rapport au département (2,2 %) et à la France entière (9,7 %).
| Typologie                                               | Doncourt-lès-Conflans | Meurthe-et-Moselle | France entière |
| ------------------------------------------------------- | --------------------- | ------------------ | -------------- |
| Résidences principales (en %)                           | 93,8                  | 88,6               | 82,2           |
| Résidences secondaires et logements occasionnels (en %) | 0,8                   | 2,2                | 9,7            |
| Logements vacants (en %)                                | 5,4                   | 9,2                | 8,1            |

### Voies de communication et transports
Doncourt-lès-Conflans est desservie par l'ancienne route nationale 3 (actuelle RD 603).
La commune accueille l’aérodrome de Doncourt-lès-Conflans. Beaucoup d'avions y sont logés dont de vieux avions : un Stampe, un Bücker, un Stearman (en) et un Klemm, rare en France. À l'origine, il s'agissait d'un terrain mixte civil et militaire.
L'aéroport accueille également les Aéronef ultraléger motorisé.

## Toponymie
Anciennes mentions : Dodonis curtis (886), Doncort (1316), Doncourt-en-Jarnisy (1565), Domcourt (1594), Doncuria et Domnicuria (D. Cal. not. Lorr.). En lorrain : Donco.

Doncourt dérive certainement de Dodonis Curtis, la « demeure de Dodon ou de Dod », appellation la plus ancienne retrouvée sur un document écrit en 886. Cette dénomination toponymique est issue de Dodo, nom d'un homme germanique, et cortem ou curtis, « domaine rural franc ». Comme très souvent au haut Moyen Âge, le village succède à un domaine ayant appartenu, selon l'usage des envahisseurs germains puis francs, à un maître dénommé Dodo.
La préposition « lès » permet de signifier la proximité d'un lieu géographique par rapport à un autre lieu. En règle générale, il s'agit d'une localité qui tient à se situer par rapport à une ville voisine plus grande. La commune de Doncourt indique qu'elle se situe près de Conflans-en-Jarnisy.

## Histoire
En 1817, Doncourt-lès-Conflans, village de l'ancienne province du Barrois avait pour annexe le moulin de Woing-ville ; à cette époque il y avait 336 habitants répartis dans 55 maisons.
L'Armée de l'air achète en 1934-35 une cinquantaine d'hectares de terrains, afin d'y aménager un « terrain de secours ». Il est de fait peu utiklisé par les français, si ce n'est par l’Aéro-club de Briey. On n'a pas de trace de l'utilisation du terrain par les Allemands durant la Seconde Guerre mondiale, mais les Américains y aménagent après-guerre  une piste de campagne fondée sur grave laitier de 1 530 m x 36 m qui débordait de près de 600 m à l’ouest des limites domaniales du terrain initial. Le terrain n'ayant plus d'utilisation  militaire de longue date est transféré en 1968 à la direction générale de l'aviation civile, qui y maintient l'usage pour l'aviation légère.

## Politique et administration

### Rattachements administratifs et électoraux

#### Rattachements administratifs
La commune se trouve dans l'arrondissement de Val-de-Briey du département de la Meurthe-et-Moselle.
Elle faisait partie depuis 1793 du canton de Conflans-en-Jarnisy. Dans le cadre du redécoupage cantonal de 2014 en France, cette circonscription administrative territoriale a disparu, et le canton n'est plus qu'une circonscription électorale.

#### Rattachements électoraux
Pour les élections départementales, la commune fait partie depuis 2014 du canton de Jarny.
Pour l'élection des députés, elle fait partie de la sixième circonscription de Meurthe-et-Moselle.

### Intercommunalité
Doncourt-lès-Conflans était membre de la communauté de communes du Jarnisy, un établissement public de coopération intercommunale (EPCI) à fiscalité propre créé en 2002 et auquel la commune avait transféré un certain nombre de ses compétences, dans les conditions déterminées par le code général des collectivités territoriales.
Dans le cadre des dispositions de la loi portant nouvelle organisation territoriale de la République du 7 août 2015, qui prévoit que les établissements publics de coopération intercommunale (EPCI) à fiscalité propre doivent avoir un minimum de 15 000 habitants, cette intercommunalité a fusionné avec ses voisines pour former, le 1er janvier 2017, la communauté de communes Orne Lorraine Confluences, dont est désormais membre la commune.

### Liste des maires
| Période                                  | Période                        | Identité       | Étiquette | Qualité                                           |
| ---------------------------------------- | ------------------------------ | -------------- | --------- | ------------------------------------------------- |
| Les données manquantes sont à compléter. |                                |                |           |                                                   |
|                                          |                                |                |           |                                                   |
| 1989                                     | mai 2020                       | Alain Mercier  |           | Retraité de la fonction publique                  |
| mai 2020                                 | octobre 2022                   | Alain Frantz   |           | Ancien cadre Président du SIRTOM Mort en fonction |
| décembre 2022                            | En cours (au 30 novembre 2023) | Bernard Robert |           | Ingénieur ou cadre technique d'entreprise         |

## Équipements et services publics

### Enseignement
Les enfants de la commune sont scolarisés à l'école maternelle Jules-Ferry puis à l'école primaine Paul-Pêche.

## Population et société

### Démographie
L'évolution du nombre d'habitants est connue à travers les recensements de la population effectués dans la commune depuis 1793. Pour les communes de moins de 10 000 habitants, une enquête de recensement portant sur toute la population est réalisée tous les cinq ans, les populations de référence des années intermédiaires étant quant à elles estimées par interpolation ou extrapolation. Pour la commune, le premier recensement exhaustif entrant dans le cadre du nouveau dispositif a été réalisé en 2004.

En 2022, la commune comptait 1 120 habitants, en évolution de −6,51 % par rapport à 2016 (Meurthe-et-Moselle : −0,13 %, France hors Mayotte : +2,11 %).
| 1793 | 1800 | 1806 | 1821 | 1836 | 1841 | 1861 | 1866 | 1872 |
| ---- | ---- | ---- | ---- | ---- | ---- | ---- | ---- | ---- |
| 355  | 266  | 320  | 332  | 384  | 393  | 426  | 406  | 419  |

| 1876 | 1881 | 1886 | 1891 | 1896 | 1901 | 1906 | 1911 | 1921 |
| ---- | ---- | ---- | ---- | ---- | ---- | ---- | ---- | ---- |
| 440  | 426  | 409  | 405  | 363  | 364  | 356  | 391  | 347  |

| 1926 | 1931 | 1936 | 1946 | 1954 | 1962 | 1968 | 1975 | 1982 |
| ---- | ---- | ---- | ---- | ---- | ---- | ---- | ---- | ---- |
| 387  | 402  | 370  | 373  | 458  | 565  | 506  | 507  | 731  |

| 1990 | 1999 | 2004  | 2006  | 2009  | 2014  | 2019  | 2022  | - |
| ---- | ---- | ----- | ----- | ----- | ----- | ----- | ----- | - |
| 936  | 961  | 1 194 | 1 282 | 1 221 | 1 211 | 1 158 | 1 120 | - |

### Vie associative
Les bénévoles de  l’association Les Ailes anciennes de Lorraine restaurent et entretiennent de vieux avions à l'aéroport de Doncourt-lès-Conflans.

## Culture locale et patrimoine

### Lieux et monuments
- Le bâtiment de l'Aéroclub, construit en 1953 par Le Corbusier[30], Ogé et Jean Prouvé  Inscrit MH[31], qui remplace l'ancienne auberge du club d'aviation populaire construite par Jacques Ogé en 1938 et détruite par les Alliés en 1944[32],[33].

- Église paroissiale Saint-Jacques-le-Majeur. Chœur de l'époque romane de transition, fin XIIe siècle début XIIIe siècle ; nef et tour reconstruites en 1848, 1849[34].
- Lavoir et fontaine (1841)[35], réhabilités en 2012[36].
- Une tombe placée à l'extérieur du cimetière (à gauche de la porte d'entrée). Il s'agit de la sépulture d'un général allemand tué lors des combats de la guerre de 1870. La municipalité de l'époque a refusé son admission dans le cimetière, dans lequel reposent plusieurs soldats dont des généraux français tombés au champ d'honneur lors du même conflit.
- Sur le terrain d'aviation, à gauche des hangars et l'aplomb du cimetière, une stèle marquant l'endroit où Guy Masselin dit "L'homme oiseau" se tue le 3 septembre 1963 lors d’un meeting aérien. L'aéro-club avait organisé, sur le terrain de Doncourt-lès-Conflans, un véritable festival de l’air, qui est endeuillé par la fin dramatique de Guy Masselin, clou de ce spectacle. Après un largage à 700 mètres d’altitude, devant 6 000 spectateurs, Guy Masselin n'a pas pu ouvrir son parachute et s’est écrasé au sol. Il était âgé de 27 ans et grand admirateur de Léo Valentin dont il avait pris la succession après la mort dramatique de ce dernier[37].
- Usine de construction automobile,  rue Jules Chardebas, sur le Rougewald, construite en 1880 initialement pour la fabrication de charrettes et de chars à bancs,  puis reconvertit en 1910 dans la construction de carrosserie et d'accessoires pour automobile[38]
- Chapelle Saint-Nicolas-du-Haut-de la-Croix, située rue Chardebas, construite probablement au XVIIe siècle[39].
- Maisons et fermes anciennes, des XVIe, XVIIIe et XIXe siècles[40].

### Héraldique, logotype et devise
| Blason de Doncourt-lès-Conflans | Blason  | D'azur à deux roses d'argent mises en fasce surmontées d'un lambel à trois pendants d'or et accompagnées en pointe d'un croissant portant une étoile de même. |
| Blason de Doncourt-lès-Conflans | Détails | Adopté en 1983. |

## Pour approfondir